# Vleesambacht (Brugge)
Het vleesambacht of ambacht van de vleeshouwers was een van de oudste en meest prestigieuze ambachten in Brugge, actief vanaf minstens de dertiende eeuw tot op het einde van het ancien régime.

## Geschiedenis
De beoefenaars van het vleesambacht beschikten al in de dertiende eeuw over een 'keure' die hun rechten en plichten omschreef. De tekst ervan ging verloren bij de brand van de Halletoren in 1280. Ze zou onmiddellijk daarna vernieuwd zijn door graaf Gwijde van Dampierre. Een nieuwe keure werd toegekend door graaf Lodewijk van Male op 25 september 1377. Ze werd in 1405 bevestigd door Jan zonder Vrees, hertog van Bourgondië.
De middeleeuwse beenhouwers slaagden erin van hun ambacht een gesloten genootschap te maken, waar enkel de leden van een beperkt aantal families lid konden van worden. De voornaamste onder hen waren de families
- Breydel
- Van Assenede
- Van Vyve
- Van Vyfe
- Van Hoorne
- De Roover.

Daarnaast waren er nog leden van de families Van Themsche, Van Bassevelde,  De Cuupere, Rytsaert, Beurden, Strubbe, Romus, Van Moerkerke, Berout, Fung en Mansfelt. Vanaf 1649 bleven in het ambacht nog slechts vertegenwoordigers van de zes eerstgenoemde families over.
De kinderen van de leden werden op prille leeftijd als lid ingeschreven. Ook schoonzoons konden lid worden. De leden van het ambacht konden ook de aanvraag doen om lid te worden van het visambacht. Zowel van het ene als van het andere ambacht lid zijn, betekende niet noodzakelijk dat men het beroep ook daadwerkelijk uitoefende. In dit geval was het lidmaatschap een vorm van eigendomstitel die de houder ervan toeliet de werkelijke uitoefening te verpachten.
Het vleesambacht had een 'ambachtshuis' in de Beenhouwersstraat, op de hoek van de Oude Zak. De handel werd hoofdzakelijk gedreven  op twee plaatsen: het West-Vleeshuis (op het huidige Simon Stevinplein) en het Oost-Vleeshuis (op de Oostzijde van de huidige Vismarkt). De Veemarkt werd vanaf 1269 gehouden op de Vrijdagmarkt, naast 't Zand, en werd daar behouden tot in de jaren vijftig van de twintigste eeuw, waarna hij vertrok naar de Brugse Veemarkt op Sint-Pieters en de Vrije Veemarkt op Sint-Michiels. 
De leden van het ambacht vestigden zich in meerderheid in de Wulfhagestraat, Beenhouwersstraat, Oude Zak, Lane, Sint-Trudostraat, Groenestraat, Rozendal en Roompotstraat. Ze beschikten meestal over landelijke eigendommen, waar ze hun vee of hun varkens kweekten, om ze vervolgens naar hun stal in de stad te brengen en er te slachten. De verleende keure was zeer streng voor wat betreft de controle op de versheid van de verkochte vleeswaren.
Het bestuur bestond uit een deken en vijf vinders. De deken droeg de naam van 'schilddrager', omdat het ambacht de Leeuw van Vlaanderen als schild mocht dragen.
Als beschermheiligen werden Benedictus van Nursia en Livinus van Gent aanroepen en de kapel van het ambacht bevond zich in de Sint-Jacobskerk.
Zo ver men de samenstelling van de stadsmagistraat van Brugge kan nagaan, treft men leden van het vleesambacht aan als schepen of raadslid. De deken of schilddrager van het vleesambacht was een van de negen 'zwaerdekens', die de medebewakers van de gemeentelijke archieven, keuren en vrijheden waren.
Bij decreet in 1772 werd, zoals voor andere ambachten, door de Oostenrijkse overheid het monopolie dat het ambacht op de verkoop van vlees bezat, opgeheven. Het ambacht verdween volledig onder het Frans bestuur in 1794. Het belette niet dat vroegere toonaangevende families, zoals de familie Van Severen, in de negentiende eeuw een belangrijke activiteit in de verkoop van vleeswaren bleven spelen. 